# Daitō-ryū Aiki-jūjutsu
Daitō-ryū Aiki-jūjutsu (大東流合気柔術 (Đại Đông lưu Hiệp khí nhu thuật)), ban đầu gọi là Daitō-ryū Jujutsu (大東流柔術 (Đại Đông lưu Nhu thuật) Daitō-ryū Jūjutsu), là một bộ môn võ thuật Nhật Bản lần đầu được biết đến rộng rãi vào đầu thế kỷ 20 dưới sự lãnh đạo của Takeda Sōkaku. Takeda đã tập luyện rất nhiều môn võ thuật (bao gồm Kashima Shinden Jikishinkage-ryū và sumo) và gọi phong cách mà ông dạy là "Daitō-ryū" (theo nghĩa đen là "Hệ phái phía đông vĩ đại"). Mặc dù truyền thống của hệ phái được tuyên bố là kéo dài hàng thế kỷ trong lịch sử Nhật Bản, không có hồ sơ nào còn tồn tại liên quan đến ryū này trước Takeda. Cho dù Takeda được coi là người phục chế hay người sáng lập môn võ thuật, lịch sử nổi tiếng của Daitō-ryū cũng được bắt đầu từ ông. Môn sinh nổi tiếng nhất của Takeda là Ueshiba Morihei, người sáng lập Aikido.

## Lịch sử
Nguồn gốc của Daitō-ryū kéo dài suốt một dòng truyền thừa được kéo dài khoảng 900 năm, bắt nguồn từ Shinra Saburō Minamoto no Yoshimitsu (新羅 三郎 源 義光, 1045–1127), người là một samurai của gia tộc Minamoto, và là thành viên của gia tộc Seiwa Genji (nhánh của gia tộc Minamoto là hậu duệ Thiên hoàng thứ 56 của Nhật Bản, Thiên hoàng Seiwa). Daitō-ryū lấy tên từ dinh thự mà Yoshimitsu sống khi còn bé, được gọi là "Daitō" (大東 (Đại Đông)), ở tỉnh Ōmi (ngày nay thuộc Shiga). Theo truyền thuyết, Yoshimitsu đã giải phẫu những thi thể của những người đàn ông bị giết trên chiến trường, nghiên cứu giải phẫu học của họ với mục đích học các kỹ thuật đánh bằng khóa khớp và huyệt vị quan trọng (kyūsho-jitsu).

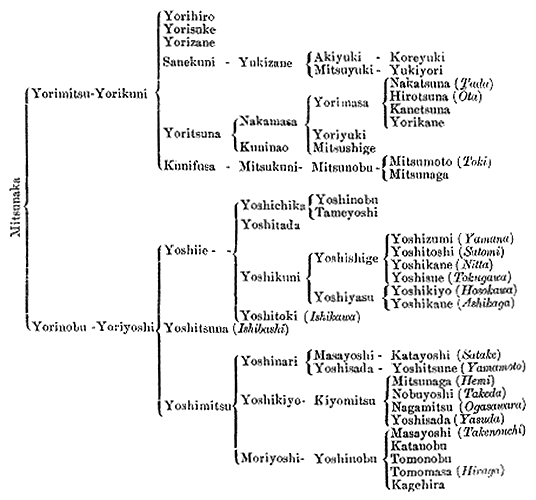
Gia phả của gia tộc Seiwa Genji.

Yoshimitsu trước đây đã nghiên cứu bộ môn võ thuật tay không tegoi, một môn phái thủy tổ của môn thể thao quốc gia sumo của Nhật Bản, và bổ sung những gì ông học được vào võ thuật của mình. Ông cuối cùng định cư tại tỉnh Kai (ngày nay thuộc Yamanashi), và truyền lại những gì ông đã nghiên cứu được trong nội bộ gia đình. Cuối cùng, chắt trai của Yoshimitsu là Nobuyoshi đặt lại tên họ của mình là "Takeda", tên này đã trở thành tên của gia tộc tới ngày nay. Gia tộc Takeda ở lại tỉnh Kai cho đến thời Takeda Shingen (武田 信玄, 1521–1573). Shingen phản đối Tokugawa Ieyasu và Oda Nobunaga trong chiến dịch thống nhất và kiểm soát toàn bộ Nhật Bản. Với cái chết của Shingen và người thừa kế, Takeda Katsuyori (武田 勝頼, 1546–1582), gia tộc Takeda chuyển đến phiên Aizu (một khu vực bao gồm một phần ba khu vực phía tây của Fukushima).

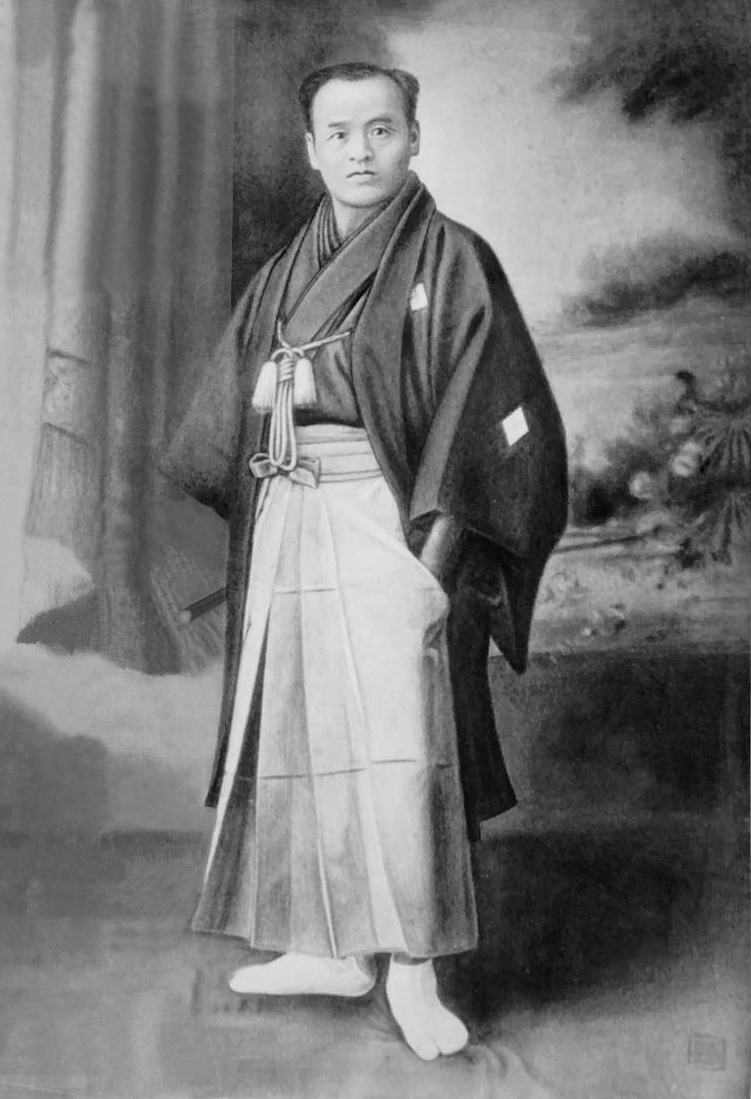
Ảnh đã chỉnh sửa của Takeda Sokaku, k. 1888.

Mặc dù những sự kiện này khiến gia tộc Takeda mất đi một số quyền lực và ảnh hưởng của mình, họ vẫn có mối liên kết với tầng lớp cầm quyền của Nhật Bản. Quan trọng hơn, việc di chuyển đến Aizu và các sự kiện tiếp theo đã định hình sâu sắc các yếu tố mà sau này trở thành môn phái Daitō-ryū Aiki-jūjutsu trong thế kỷ 19. Một sự kiện quan trọng là việc nhận nuôi cháu trai của Tokugawa Ieyasu là Komatsumaru (1611-1673), bởi Takeda Kenshoin (con gái thứ tư của Takeda Shingen). Komatsumaru cống hiến cả cuộc đời mình cho việc nghiên cứu võ thuật của gia tộc Takeda, và sau đó được Hoshina Masamitsu nhận nuôi. Komatsumaru đổi tên thành Hoshina Masayuki (保 科 正 之), và năm 1644 được bổ nhiệm làm thống đốc Aizu. Ở vị trí thống đốc, ông buộc tất cả những người cai trị tiếp theo của Aizu phải nghiên cứu hệ phái võ thuật Ono-ha Ittō-ryū (mà bản thân ông là bậc thầy), cũng như võ thuật oshikiuchi, một môn võ mà ông đã phát triển cho các cố vấn và người hầu cận của Mạc phủ, được phát triển với điều kiện bên trong cung điện. Những môn võ thuật này đã được đưa vào và được dạy kèm với võ thuật của gia tộc Takeda.
Theo truyền thống của Daitō-ryū, võ thuật này được Takeda Sokaku bắt đầu dạy cho những người không phải là thành viên của gia tộc vào cuối thế kỷ 19. Takeda cũng đã nghiên cứu kiếm thuật và thương thuật với cha mình, Takeda Sokichi, cũng như Kashima Shinden Jikishinkage-ryū như một uchi-deshi (môn sinh sống nội trú) do kiếm sĩ nổi tiếng Sakakibara Kenkichi giảng dạy. Trong suốt cuộc đời, Sokaku đã du hành khắp nơi để đạt được mục tiêu bảo tồn truyền thống của gia tộc bằng cách truyền bá Daitō-ryū ra khắp Nhật Bản.
Con trai thứ ba của Takeda Sokaku là Takeda Tokimune (武田 時宗, 1916–1993), trở thành đạo chủ của môn võ thuật sau khi Sokaku qua đời vào năm 1943. Tokimune dạy môn võ mà ông gọi là "Daitō-ryū Aikibudō" (大東流合気武道 (Đại Đông lưu Hiệp khí võ đạo)), một môn võ bao gồm các kỹ thuật về kiếm của phái Ono-ha Ittō-ryū cùng với các kỹ thuật truyền thống của Daitō-ryū Aiki-jūjutsu. Dưới sự lãnh đạo của Tokimune, hệ thống phân hạng theo dan hiện đại cũng lần đầu tiên được tạo ra và trao cho các môn sinh của Daitō-ryū. Takeda Tokimune mất năm 1993, dẫn đến việc không có người kế tục chính thức, nhưng một vài môn sinh cấp cao, như Kondo Katsuyuki (近藤 勝之 1945–) và Kato Shigemitsu, hiện đang đứng đầu các tổ chức về Daitō-ryū Aiki-jūjutsu của riêng mình.

## Aiki-jūjutsu
Aiki-jūjutsu có thể được chia ra làm ba phong cách: jujutsu (cương); aiki no jutsu (nhu); và aikijujutsu kết hợp (cương/nhu). Jujutsu và aikido Nhật Bản hiện đại đều có nguồn gốc từ aikijujutsu, trong đó nhấn mạnh "sự trung hòa sớm một cuộc tấn công". Giống như các hình thức khác của jujutsu, môn võ thuật này nhấn mạnh các kỹ thuật ném và vận động khớp để làm dịu hoặc gây thương tích có hiệu quả cho kẻ tấn công. Điều đặc biệt quan trọng ở đây là việc căn thời gian của một kỹ thuật phòng thủ, hoặc để pha trộn, hoặc để trung hòa hiệu quả của một cuộc tấn công và sử dụng lực của chuyển động của kẻ tấn công để chống lại người đó. Daitō-ryū được đặc trưng bởi việc sử dụng rộng rãi atemi, hay đòn đánh vào các khu vực quan trọng, để thiết lập khoá khớp hoặc các chiến thuật ném.
Một số phương pháp đánh của môn võ thuật này sử dụng chuyển động vung cánh tay dang rộng để tạo ra sức mạnh và đánh bằng nắm đấm ở các góc nhử, như có thể quan sát thấy trong các kỹ thuật như phần atemi trong gyaku ude-dori (khóa khuỷu tay ngược). Takeda Tokimune coi một trong những đặc điểm độc đáo của môn võ thuật là ở việc ưu tiên kiểm soát các khớp bị hạ xuống của người tấn công bằng đầu gối của một người, để giữ một tay của người đó được tự do để lấy vũ khí hoặc để đối phó với mối đe dọa từ những kẻ tấn công khác.

## Phân nhánh
Hiện tại, có một số tổ chức giảng dạy Daitō-ryū, mỗi tổ chức đều có dòng dõi từ một trong bốn môn sinh của Takeda Sokaku. Bốn học sinh đó là: Takeda Tokimune, tiền thân của phân nhánh Tokimune; Hisa Takuma (久 琢磨, 1895–1980), phân nhánh Hisa; Horikawa Kōdō (堀川 幸道, 1894–1980), phân nhánh Horikawa; và Sagawa Yukiyoshi (1902–1998), phân nhánh Sagawa.

### Tokimune
Phân nhánh Tokimune xuất phát từ các giáo lý của Takeda Tokimune, con trai của Takeda Sokaku, và là người kế thừa Daitō-ryū được chỉ định khi cha qua đời. Khi Tokimune qua đời, ông đã không chỉ định người thừa kế; có hai nhóm chính duy trì giáo lý của ngài.
Nhóm đầu tiên được dẫn đầu bởi Kondō Katsuyuki, người bắt đầu tập luyện dưới sự chỉ huy của Tsunejiro Hosono và tiếp tục tập luyện dưới sự giảng dạy của Yoshida Kōtarō (吉田 幸太郎, 1883–1966) một thời gian, trước khi được giới thiệu với Tokimune. Trên cơ sở các giấy phép giảng dạy cấp cao của Kondo được Tokimune cấp, những người theo ông đại diện cho trường phái của ông là "dòng chính" của Daitō-ryū. Ông đã nhận được nhiều sự giúp đỡ từ giới võ thuật nhờ điều này. Kondo đã vận động nhiều để tăng cường sự hiện diện của môn võ thuật bằng cách tổ chức các cuộc hội thảo ở cả trong và ngoài nước, đặc biệt là ở châu Âu và Hoa Kỳ. Trong những năm qua, bốn chi nhánh đã được tạo ra ở châu Âu, nhờ bốn môn sinh của Kondo đạt được cấp độ 3-dan cần thiết để trao cho nhóm nghiên cứu trạng thái "chi nhánh": Alex Muracchini và Luca Canovi từ Ý, Niels van Willigen từ Hà Lan và Evgeny Bodrenko từ Nga. Ở Mỹ cũng có một số dojo chi nhánh như Derek Steel ở Philadelphia, Mark Sumi ở Los Angeles và Jose Garrido ở khu vực vùng đô thị Thành phố New York, cùng với bốn nhóm nghiên cứu khác.
Nhóm thứ hai từ phân nhánh Tokimune được lãnh đạo bởi Kato Shigemitsu và Arisawa Gunpachi, là những môn sinh và giáo viên lâu năm từ trụ sở Daitokan ban đầu của Tokimune ở Hokkaidō. Tổ chức này được gọi là Nihon Daito Ryu Aikibudo Daito Kai (日本大東流合気武道大東会 (Nhật Bản Đại Đông lưu Hiệp khí Võ đạo Đại Đông hội) Nihon Daitō-ryū Aikibudō Daitō Kai). Họ duy trì một tổ chức nhỏ hơn ở Hokkaidō, với sự kết nối mạnh mẽ với các học viên ở châu Âu (đặc biệt là Ý), Hoa Kỳ và Brazil.

### Hisa

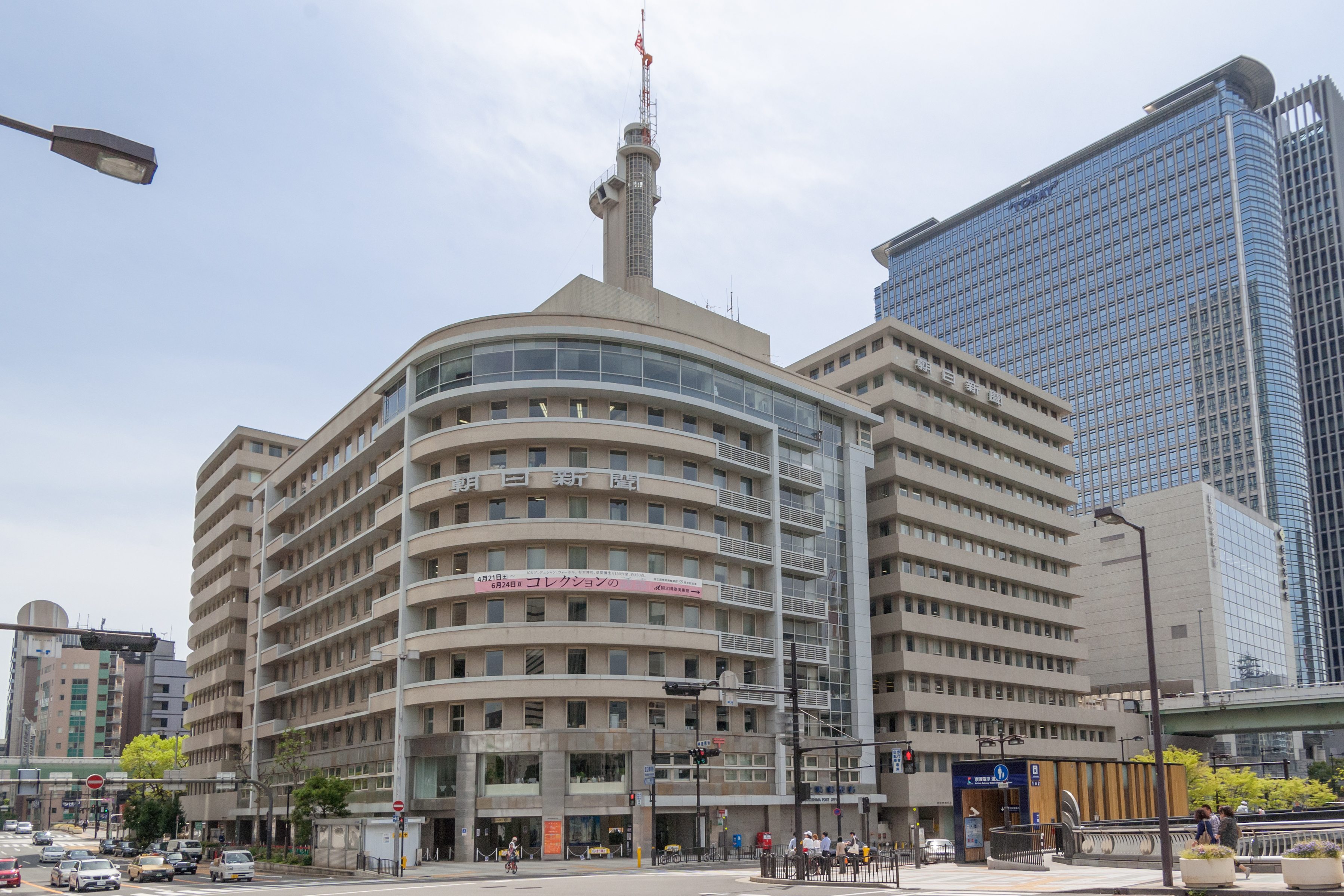
Văn phòng Asahi Shimbun ở Osaka, nơi nhiều kỹ thuật Daitō-ryū được bảo tồn trên các cuộn phim như ban đầu được dạy bởi cả Ueshiba Morihei và Takeda Sōkaku

Nhánh chính thứ hai của Daitō-ryū được đại diện bởi các môn sinh của Hisa Takuma. Các sinh viên của anh đã cùng nhau tập hợp lại và thành lập Takumakai (琢磨会 (Trác Ma hội)). Họ có rất nhiều tài liệu dưới dạng phim và ảnh tĩnh, được chụp tại dojo của Asahi Shimbun, ghi lại các kỹ thuật Daitō-ryū đã dạy cho họ, đầu tiên là Ueshiba Morihei và sau đó là Takeda Sokaku trực tiếp giảng dạy. Một trong những tài liệu huấn luyện chính của họ, được gọi là Sōden, có các kỹ thuật được dạy bởi cả hai bậc thầy.
Takumakai đại diện cho tổ chức aiki-jūjutsu lớn thứ hai. Giám đốc hiện tại là Hakaru Mori được hỗ trợ bởi giám đốc danh dự Tsugutaka Chiba, và quản lý thường trực là Kiyohiro Kobayashi. Tsugutaka Chiba, người đề xuất ý tưởng đặt tên cho tổ chức là "Takumakai", cũng từng có thời gian tập luyện ở Daito-kan in Hokkaido dưới sự hướng dẫn của Takeda Tokimune.
Trong những năm 1980, dưới sự dẫn dắt của Okabayashi Shogen (sinh 1949), người được gửi tới bởi võ sư cao tuổi Hisa để tập luyện dưới quyền của trưởng lãnh đạo, Takumakai đã thực hiện một động thái để triển khai các hình thức giảng dạy các nguyên tắc cơ bản của môn võ thuật như ban đầu được thành lập bởi Takeda Tokimune. Động thái này gây khó chịu cho một số người bảo thủ muốn duy trì phương pháp giảng dạy ban đầu của Hisa, dẫn đến sự hình thành một tổ chức mới được gọi là Daibukan, được thành lập bởi một môn sinh lâu năm của Hisa, Ōgami Kenkichi (sinh 1936). Sau đó, để triển khai những thay đổi lớn hơn cho chương trình giảng dạy, chính Okabayashi đã chọn cách tách biệt khỏi Takumakai và thành lập Hakuho-ryu.

### Horikawa
Phân nhánh Horikawa bắt nguồn từ những giáo lý của Horikawa Kōdō, người được coi là một nhà sáng tạo tài năng trong môn võ thuật. Một vài tổ chức đã được hình thành dựa trên giáo lý của ông.
Kodokai (幸道会 Kōdōkai) đã được thành lập bởi các môn sinh của Horikawa, mà ở đó sự giải thích đặc biệt của các chuyển động aiki có thể thấy trong các chuyển động của môn sinh của ông. Kodokai nằm ở Hokkaidō và được lãnh đạo bởi Inoue Yasuke (sinh 1932). Cả cha của Inoue và giáo viên chính của ông, Horikawa, đều là những môn sinh trực tiếp dưới sự giảng dạy của Takeda Sokaku. Inoue đã nhận giấy phép giảng dạy (Menkyo Kaiden) để thực hiện những nguyện vọng cuối cùng của Horikawa.
Có hai giáo viên chính phân nhánh từ Kodokai để thiết lập truyền thống của riêng họ. Đầu tiên là Okamoto Seigō (岡本 正剛, 1925-2015) người lập nên Daito-ryu Aikijujutsu Roppokai (大東流合気柔術六方会 (Đại Đông lưu Hiệp khí Võ thuật Lộc Phương hội) Daitō-ryū Aiki-jūjutsu Roppōkai). Sự giải thích của ông về aiki và những động tác ném với chuyển động tối thiểu đã tỏ ra rất phổ biến. Tổ chức có một số lượng lớn những người theo đuổi ở nước ngoài, đặc biệt là ở Hoa Kỳ và Châu Âu. Nhóm còn lại là của Yonezawa Katsumi (米沢 克巳, 1937–1998), người tự thành lập tổ chức của riêng mình, gọi là Bokuyōkan (牧羊館 (Mục Dương quán)). Vào đầu những năm 1970, trong khi Yonezawa vẫn là một giáo viên cao cấp tại Kodokai, ông là người đầu tiên mang Daitō-ryū Aiki-jūjutsu đến Hoa Kỳ và Canada. Bokuyōkan hiện được điều hành bởi con trai ông là Yonezawa Hiromitsu, có trụ sở chính ở Hokkaidō, với một võ đường phụ thuộc ở Yonezawa dojo vài chi nhánh ở Hoa Kỳ, cũng như một dojo ở Đức.

### Sagawa

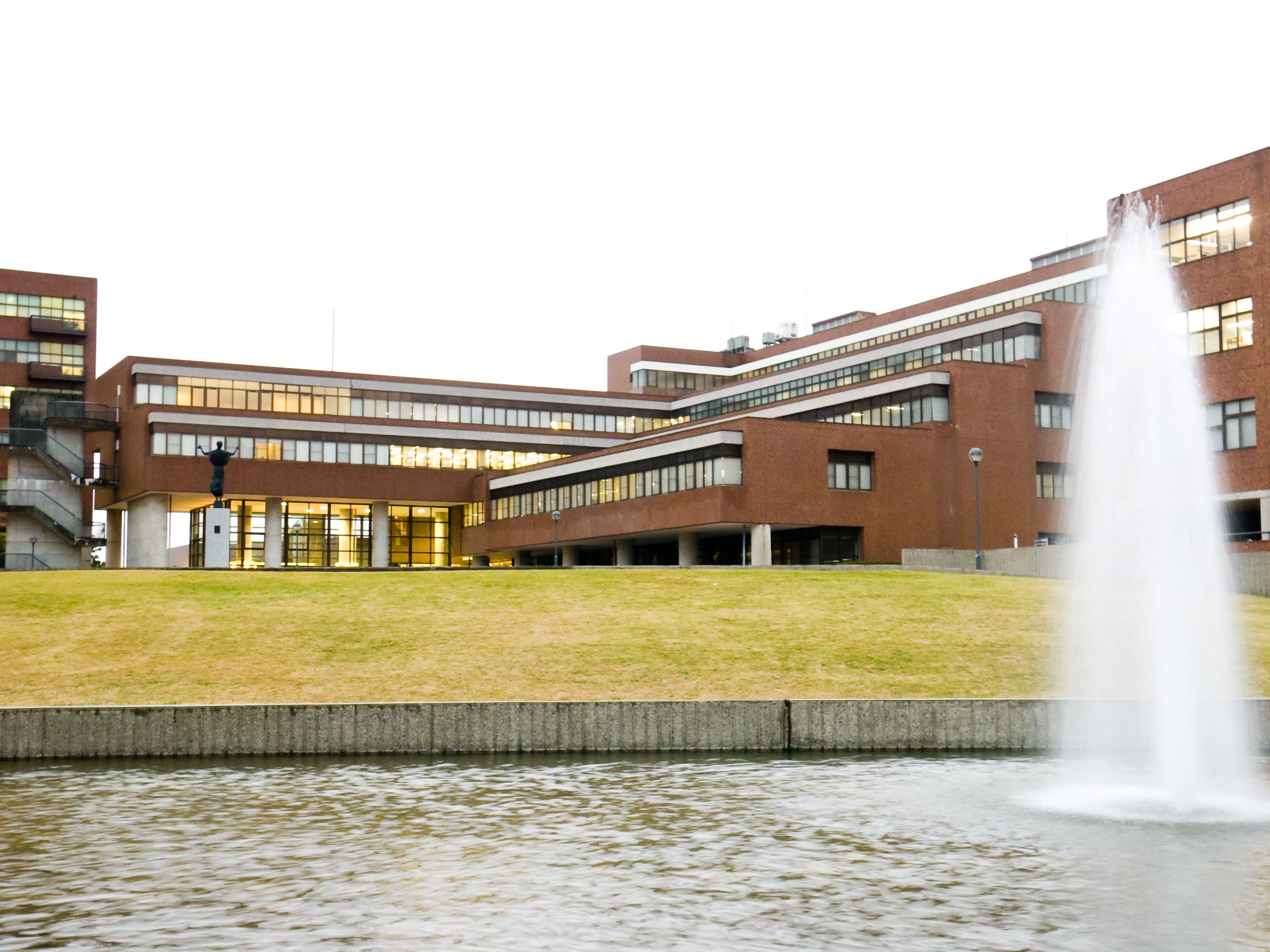
Đại học Tsukuba, nơi mà các thành viên của phân nhánh Sagawa giảng dạy aiki-jūjutsu, ngày nay.

Nhóm lớn cuối cùng bao gồm các môn sinh của Sagawa Yukiyoshi (佐川 幸義, 1902–1998), người đã từng được coi là người kế thừa cho Takeda Sokaku (nếu như Tokimune không sống sót trở về sau Thế chiến II). Sagawa chỉ quản lý một dojo đơn lẻ và dạy một số lượng học sinh tương đối nhỏ. Ông bắt đầu nghiên cứu Daitō-ryū dưới sự chỉ dẫn của Takeda Sokaku vào năm 1914 sau khi học võ từ cha mình, Sagawa Nenokichi (1867–1950), người cũng là một môn sinh của Sokaku và nắm giữ một Kyōju Dairi (giấy phép giảng dạy) trong hệ thống. Mặc dù được nhiều người xem là một trong những môn sinh xuất sắc nhất của Sokaku, Sagawa Yukiyoshi nhận kyoju dairi vào năm 1932—nhưng không nhận menkyo kaiden (chứng nhận bậc thầy) của các bí mật trong hệ thống, vì trong thời gian ông tập luyện cùng Takeda Sokaku, giấy phép cao nhất không phải là menkyo kaiden. Sagawa thường phục vụ như là một trợ lý giảng dạy cho Takeda và đi cùng ông đến các địa điểm khác nhau ở Nhật Bản để giảng dạy Daito-ryu. Ông tiếp tục phát triển nghệ thuật áp dụng Aiki và được cho là vẫn còn mạnh mẽ cho đến khi rất già, và - kết quả của sự thành công của Sức mạnh Minh bạch (Transparent Power)- đã được giới thiệu trong một loạt các bài báo trên tạp chí Aiki News trước khi ông qua đời 1998.
Kimura Tatsuo (木村 達雄, sinh 1947), một cựu giáo sư toán học tại Đại học Tsukuba và là một môn sinh cao cấp của Sagawa, đã điều hành một nhóm nghiên cứu aiki-jūjutsu nhỏ tại cơ sở đó. Ông đã nghỉ hưu từ chức giáo sư của mình ở đó vào tháng 6 năm 2013, và đã nghỉ hưu công việc huấn luyện công khai của Daito Ryu. Ông hiện chỉ huấn luyện tư một nhóm nhỏ môn sinh. Ông đã viết hai cuốn sách về việc luyện tập của mình dưới quyền Sagawa: Transparent Power và Discovering Aiki. Nagano Shigazato, một hậu duệ của Nagano Narimasa và là bậc thầy được công nhận của Asayama Ichiden Ryu dưới quyền Nakamura Yukio và là môn sinh cấp cao của Sagawa, đã giảng dạy tại Koikikawa Dojo gần Tokyo và thường dạy quân nhân đồn trú tại Okinawa vào những năm 1970 trước khi nghỉ hưu công việc giảng dạy.

## Khái niệm Aiki
Takeda Sokaku định nghĩa aiki theo cách sau:
| “ | Bí mật của aiki là vượt qua đối phương bằng tinh thần trong nháy mắt và giành chiến thắng mà không cần chiến đấu. | ” |

Takeda Tokimune, nói về cùng một chủ đề trong một cuộc phỏng vấn giải thích chi tiết hơn về khái niệm aiki:
Aiki là kéo về khi bạn đang đẩy ra, và đẩy ra khi bạn đang kéo về. Đó là tinh thần của sự chậm rãi và tốc độ, của sự hài hòa chuyển động của bạn với ki của đối phương. Đối lập của nó, kiai, là đẩy tới giới hạn, trong khi aiki thì không bao giờ chống lại. Thuật ngữ aiki đã được sử dụng từ thời cổ đại và không phải là chỉ riêng với Daito-ryu. Ki trong aiki là go no sen, nghĩa là phản ứng với một cuộc tấn công.
... Daito-ryu hoàn toàn là go no sen—đầu tiên bạn né tránh sự tấn công của đối thủ và sau đó tấn công hoặc kiểm soát anh ta. Tương tự như vậy, Ittō-ryū chủ yếu là go no sen. Bạn tấn công vì đối phương tấn công bạn. Điều này ngụ ý không phải là chém đối thủ của bạn. Điều này được gọi là katsujinken (thanh kiếm mang tới sự sống). Đối diện của nó được gọi là setsuninken (thanh kiếm mang tới cái chết).
Aiki khác với chiến thắng của sen sen, và được áp dụng trong các tình huống go no sen, chẳng hạn như khi một đối thủ đâm vào bạn. Trong trường hợp ấy có bản chất của cả katsujinken và setsuninken. Bạn chặn lại đòn tấn công khi đối phương tiếp cận; trong đòn tấn công thứ hai của bạn, bạn phá vỡ thanh kiếm của mình và tha cho cuộc sống của người đó. Đây là katsujinken. Khi một đối thủ tấn công vào bạn và thanh kiếm của bạn đâm xuyên qua bụng người đó, đó là setsuninken. Hai khái niệm này là bản chất của thanh kiếm.